# Fahrenholzia texana
Fahrenholzia texana är en insektsart som beskrevs av Stojanovich och H. Douglas Pratt 1961. Fahrenholzia texana ingår i släktet Fahrenholzia och familjen ledlöss. Inga underarter finns listade i Catalogue of Life.